# Nun (Arabische letter)

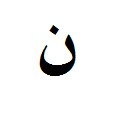
Nun in geïsoleerde vorm

Nūn, نون, is de 25e letter van het Arabisch alfabet. Hij stamt af van de letter nun uit het Fenicisch alfabet en is daardoor verwant met de Latijnse N, de Griekse nu en de Hebreeuwse nun. Aan de nun kent men de getalswaarde 50 toe.

## Uitspraak
De nun klinkt als de Nederlandse "N" in "neushoorn".
De nun is een zonneletter, dat wil zeggen dat hij een voorafgaand bepaald lidwoord "al" assimileert. Voorbeeld "de overwinning" - النصر : uitspraak niet "al-nasr" maar "an-nasr".

## Nun in Unicode
| Unicode Codepoint | U+0646             |
| Unicode-Name      | ARABIC LETTER NOON |
| HTML              | &#1606;            |
| ISO 8859-6        | 0xe6               |

## Trivia
De nun wordt gebruikt door ISIS om op huizen van christenen te schrijven (voor "Nasraye") om deze op te eisen.
1. ↑  http://deredactie.be/permalink/1.2054893

Basisalfabet: ا (alif) · 
ب (ba) · 
ت (ta) · 
ث (tha) · 
ج (jim) ·
ح (ḥa) ·
خ (kha) ·
د (dal) ·
ذ (dhal) ·
ر (ra) ·
ز (zai) ·
س (sin) ·
ش (sjin) ·
ص (ṣad) ·
ض (ḍad) ·
ط (ṭah) ·
ظ (ẓa) ·
ع (ain) ·
غ (gain) ·
ف (fa) ·
ق (qaf) ·
ك (kaf) ·
ل (lam) ·
م (mim) ·
ن (nun) ·
ه (ha) ·
و (waw) ·
ي (ya)
Aanvullende tekens: ء (hamza) ·
آ (alif madda) ·
ة (tāʾ marbūṭa) ·
ى (alif maqṣūra) ·
لا (lām-alif)
Klinkertekens: fatḥa ·
kasra ·
ḍamma ·
shadda ·
sukūn ·
waṣla